# 1993年ブラジルグランプリ
1993年ブラジルグランプリ（英語：1993 Brazilian Grand Prix）は、1993年F1世界選手権の第2戦として、1993年3月28日にアウトドローモ・ホセ・カルロス・パーチェで開催された。

## 予選
開幕戦後に予選のレギュレーションが修正され、時間は45分から60分に延長され、周回数は12周までに制限された。また、予選通過台数も26台から25台に変更された。予選落ちしたイヴァン・カペリ（ジョーダン）はこのレース後にチームを解雇された。
アラン・プロスト（ウィリアムズ）はチームメイトのデイモン・ヒルに1秒近い差をつけて2戦連続ポールポジションを獲得した。地元GPを迎えたアイルトン・セナ（マクラーレン）はミハエル・シューマッハ（ベネトン）を抑えて3番グリッドを確保したが、フォードV8エンジンのパワー不足を訴えた。
苦戦するフェラーリ勢と対照的に、ルーキーチームのザウバーは今回もトップ10グリッドに2台を送り込んだ。

### 予選結果
| 順位 | No | ドライバー                       | チーム                   | タイム   | 差     |
| ---- | -- | -------------------------------- | ------------------------ | -------- | ------ |
| 1    | 2  | アラン・プロスト                 | ウィリアムズ・ルノー     | 1'15.866 | —      |
| 2    | 0  | デイモン・ヒル                   | ウィリアムズ・ルノー     | 1'16.859 | +0.993 |
| 3    | 8  | アイルトン・セナ                 | マクラーレン・フォード   | 1'17.697 | +1.831 |
| 4    | 5  | ミハエル・シューマッハ           | ベネトン・フォード       | 1'17.821 | +1.955 |
| 5    | 7  | マイケル・アンドレッティ         | マクラーレン・フォード   | 1'18.635 | +2.769 |
| 6    | 6  | リカルド・パトレーゼ             | ベネトン・フォード       | 1'19.049 | +3.183 |
| 7    | 30 | J.J.レート                       | ザウバー・イルモア       | 1'19.207 | +3.341 |
| 8    | 29 | カール・ヴェンドリンガー         | ザウバー・イルモア       | 1'19.230 | +3.364 |
| 9    | 27 | ジャン・アレジ                   | フェラーリ               | 1'19.260 | +3.394 |
| 10   | 26 | マーク・ブランデル               | リジェ・ルノー           | 1'19.296 | +3.430 |
| 11   | 19 | フィリップ・アリオー             | ラルース・ランボルギーニ | 1'19.340 | +3.474 |
| 12   | 12 | ジョニー・ハーバート             | ロータス・フォード       | 1'19.435 | +3.569 |
| 13   | 28 | ゲルハルト・ベルガー             | フェラーリ               | 1'19.561 | +3.695 |
| 14   | 14 | ルーベンス・バリチェロ           | ジョーダン・ハート       | 1'19.593 | +3.727 |
| 15   | 11 | アレッサンドロ・ザナルディ       | ロータス・フォード       | 1'19.804 | +3.938 |
| 16   | 25 | マーティン・ブランドル           | リジェ・ルノー           | 1'19.835 | +3.969 |
| 17   | 20 | エリック・コマス                 | ラルース・ランボルギーニ | 1'19.868 | +4.002 |
| 18   | 9  | デレック・ワーウィック           | フットワーク・無限ホンダ | 1'20.064 | +4.198 |
| 19   | 10 | 鈴木亜久里                       | フットワーク・無限ホンダ | 1'20.232 | +4.366 |
| 20   | 23 | クリスチャン・フィッティパルディ | ミナルディ・フォード     | 1'20.716 | +4.850 |
| 21   | 22 | ルカ・バドエル                   | ローラ・フェラーリ       | 1'20.908 | +5.042 |
| 22   | 3  | 片山右京                         | ティレル・ヤマハ         | 1'20.991 | +5.125 |
| 23   | 4  | アンドレア・デ・チェザリス       | ティレル・ヤマハ         | 1'21.224 | +5.358 |
| 24   | 24 | ファブリツィオ・バルバッツァ     | ミナルディ・フォード     | 1'21.228 | +5.362 |
| 25   | 21 | ミケーレ・アルボレート           | ローラ・フェラーリ       | 1'21.488 | +5.622 |
| DNQ  | 15 | イヴァン・カペリ                 | ジョーダン・ハート       | 1'21.789 | +5.923 |

- DNQ=予選不通過

## 決勝
スタート後の1コーナーでセナがヒルのインを突いて2番手に浮上。予選13位のベルガーも好スタートを切ったが、アウト側にはらんできたアンドレッティと接触。2台はもつれ合ってタイヤバリアに激突し、アンドレッティのマシンはベルガーの上に乗り上げて宙を舞った。ブランドルとバルバッツァも接触してクラッシュし、オープニングラップで4台がリタイアした。
レース序盤、先頭のプロストは後続との差を広げ、セナ、ヒル、シューマッハが2位集団を構成。後方の5位集団では、アレジをザウバーのレートとヴェンドリンガーが追い立てる。11周目、ホームストレートでヒルがセナをパスして2位を取り返した。ウィリアムズの2台は10秒差でワンツー走行となる。マシンバランスに苦しむセナは、シューマッハの追撃に防戦一方となり、さらに黄旗追い越し禁止区間でコマスを周回遅れにしたとしてピットで10秒停止ペナルティーを受け、4位に後退した。
この頃、曇り空から雨粒が落ち始め、これを見たセナは真っ先にピットイン、レインタイヤに交換する。一方のプロストはチームとの無線交信が不調でヒルがピットインしていると勘違いし、ピットインするタイミングを逃してしまう。そして雨は一気に激しくなりサーキット全体を水浸しにした。ハイドロプレーニングにより鈴木と片山がホームストレートで相次いでクラッシュ、各車レインタイヤへ交換するため続々とピットへ飛び込む。そんな中、30周目にプロストはホームストレートで破片を踏んでコントロールを失い、先にスピンしていたフィッティパルディと接触、独走状態から一転してリタイアとなった。オフィシャルはコース上が危険な状態と判断し、前年より制定されたセーフティカーが初めて出動した。
ヒルは前年のデビュー以来初めての首位走行となる。セーフティカーランでタイム差がリセットされた恩恵もあり、セナはヒルに次ぐ2位まで挽回した。3位以下はシューマッハ、アレジ、ハーバート、レート、ザナルディが続く。通り雨が止むと路面は徐々に乾き始め、37周目にレースが再開された。
39周目、セナとシューマッハはスリックタイヤに交換するためピットインするが、ベネトン陣営の作業はもたつき、シューマッハは大きくポジションを落とした。次のラップにヒルもピットインし、1位のままコースに復帰した。しかし、タイヤが温まっていたセナが背後に迫り、インフィールド区間の入り口でヒルを抜き去ってトップに躍り出た。ヒルはしばらくセナを追走したが、徐々に差をつけられ2位キープに切り替えた。
シューマッハは黄旗追い越しでペナルティを受けて9位まで後退したが、ファステストラップを記録しながら順位を挽回した。65周目にブランデルを捉えて4位に浮上すると、3位のハーバートにも迫る。ハーバートは4コーナーで抜かれた直後に抜き返すなど抵抗したが、残り3周でシューマッハに屈し初表彰台を逃した。
セナは2年前の1991年と同じく、雨絡みの母国GPで劇的な勝利を達成。レース終了後、興奮したブラジルの観衆がコースに乱入してセナのマシンを取り囲み、セナはマーシャルカーに乗ってウィニングランを行った。この勝利で、マクラーレンはF1通算勝利数が100勝に到達した。
6位のザナルディは初入賞（F1唯一のポイント獲得となる）。レース中小石が肩を直撃し、痛みに耐えながら完走した。

### 決勝結果
| 順位 | No | ドライバー                       | チーム                   | 周回 | タイム/リタイア | グリッド | ポイント |
| ---- | -- | -------------------------------- | ------------------------ | ---- | --------------- | -------- | -------- |
| 優勝 | 8  | アイルトン・セナ                 | マクラーレン・フォード   | 71   | 1:51'15.485     | 3        | 10       |
| 2    | 0  | デイモン・ヒル                   | ウィリアムズ・ルノー     | 71   | +16.625         | 2        | 6        |
| 3    | 5  | ミハエル・シューマッハ           | ベネトン・フォード       | 71   | +45.436         | 4        | 4        |
| 4    | 12 | ジョニー・ハーバート             | ロータス・フォード       | 71   | +46.557         | 12       | 3        |
| 5    | 26 | マーク・ブランデル               | リジェ・ルノー           | 71   | +52.127         | 10       | 2        |
| 6    | 11 | アレッサンドロ・ザナルディ       | ロータス・フォード       | 70   | +1 Lap          | 15       | 1        |
| 7    | 19 | フィリップ・アリオー             | ラルース-ランボルギーニ  | 70   | +1 Lap          | 11       |          |
| 8    | 27 | ジャン・アレジ                   | フェラーリ               | 70   | +1 Lap          | 9        |          |
| 9    | 9  | デレック・ワーウィック           | フットワーク・無限ホンダ | 69   | +2 Laps         | 18       |          |
| 10   | 20 | エリック・コマス                 | ラルース-ランボルギーニ  | 69   | +2 Laps         | 17       |          |
| 11   | 21 | ミケーレ・アルボレート           | ローラ・フェラーリ       | 68   | +3 Laps         | 25       |          |
| 12   | 22 | ルカ・バドエル                   | ローラ・フェラーリ       | 68   | +3 Laps         | 21       |          |
| Ret  | 29 | カール・ヴェンドリンガー         | ザウバー・イルモア       | 61   | エンジン        | 8        |          |
| Ret  | 30 | J.J.レート                       | ザウバー・イルモア       | 52   | 電気系          | 7        |          |
| Ret  | 4  | アンドレア・デ・チェザリス       | ティレル・ヤマハ         | 48   | 燃料システム    | 23       |          |
| Ret  | 2  | アラン・プロスト                 | ウィリアムズ・ルノー     | 29   | 接触            | 1        |          |
| Ret  | 23 | クリスチャン・フィッティパルディ | ミナルディ・フォード     | 28   | 接触            | 20       |          |
| Ret  | 10 | 鈴木亜久里                       | フットワーク・無限ホンダ | 27   | スピン          | 19       |          |
| Ret  | 3  | 片山右京                         | ティレル・ヤマハ         | 26   | スピン          | 22       |          |
| Ret  | 14 | ルーベンス・バリチェロ           | ジョーダン・ハート       | 13   | ギアボックス    | 14       |          |
| Ret  | 6  | リカルド・パトレーゼ             | ベネトン・フォード       | 3    | サスペンション  | 6        |          |
| Ret  | 7  | マイケル・アンドレッティ         | マクラーレン・フォード   | 0    | 接触            | 5        |          |
| Ret  | 28 | ゲルハルト・ベルガー             | フェラーリ               | 0    | 接触            | 13       |          |
| Ret  | 25 | マーティン・ブランドル           | リジェ・ルノー           | 0    | 接触            | 16       |          |
| Ret  | 24 | ファブリツィオ・バルバッツァ     | ミナルディ・フォード     | 0    | 接触            | 24       |          |